# براونزویل (تنسی)
براونزویل(به انگلیسی: Brownsville) شهری در ایالت تنسی کشور ایالات متحده آمریکا است که جمعیت آن در سرشماری سال ۲۰۱۰ میلادی، ۱۰٬۲۹۲ نفر بوده‌است.